# Растєгаєв Сергій Олександрович
Сергій Олександрович Растєгаєв (рос. Сергей Александрович Растегаев; нар. 29 січня 1972, Енгельс, Саратовська область, РРФСР) — радянський та російський футболіст, виступав на позиції захисника та опорного півзахисника. Грав у вищих дивізіонах Росії і Казахстану.

## Життєпис
Вихованець СДЮСШОР міста Енгельса, перший тренер — Олександр Володимирович Стрельцов. З восьмого класу займався в СДЮШОР профкому СЕПО (Саратов). На дорослому рівні розпочав виступати в 1990 році в складі донецького «Шахтаря». Єдиний матч за основний склад гірників зіграв у Кубку Федерації 16 червня 1990 проти «Дніпра», також взяв участь у 13 матчах турніру дублерів.
У 1991 році перейшов у «Кривбас», в його складі брав участь у матчах другої нижчої ліги СРСР, а в 1992 році став переможцем першої ліги України. У 1993 році повернувся в рідне місто і виступав на аматорському рівні за команду «Діоніс». У 1994 році приєднався до саратовського «Соколу», в його складі за наступні п'ять сезонів відіграв 168 матчів у першій лізі. У 1998 році половину сезону провів в оренді в липецкому «Металурзі».
У 1999 році перейшов у воронезький «Факел» і разом з командою вийшов у вищий дивізіон, завоювавши срібні медалі першої ліги. У прем'єр-лізі дебютував 1 квітня 2000 року в матчі проти «Аланії», вийшовши на заміну на 62-й хвилині замість Олександра Гришина. Всього у вищому дивізіоні зіграв 13 матчів й після завершення сезону 2000 року залишив команду.
Після відходу з «Факела» виступав в першому дивізіоні за красноярський «Металург» і «Газовик-Газпром». Влітку 2002 року повертався в «Факел», але зіграв лише один кубковий матч. За свою кар'єру тричі ставав призером першого дивізіону Росії і зіграв в цьому турнірі понад 240 матчів. У 2003 році провів 15 матчів у вищій лізі Казахстану в складі клубу «Єсіль» (Кокчетау). Останньою професійною командою для футболіста стало брянське «Динамо», яке виступало в другому дивізіоні.
Закінчив Волгоградський інститут фізкультури. Після закінчення кар'єри гравця став тренером, працював в енгельській «Іскрі», в тому числі в 2005 році був асистентом в тренерському штабі Вадима Хафізова. Надалі тренував ветеранську команду саратовського «Сокола». У 2015 році працював головним тренером «Іскри», згодом обраний керівником Саратовської обласної федерації футболу.